# Boston (Davao Oriental)
Boston (Bayan ng Boston) är en kommun i Filippinerna. Kommunen ligger på ön Mindanao, och tillhör provinsen Davao Oriental. Folkmängden uppgår till 10 266 invånare.
Boston är indelat i 8 barangayer.